# Западновиргинская кампания
Западновиргинская кампания, также известная как Операция в Западной Виргинии — боевые действия, происходившие во время гражданской войны в США на территории современной Западной Виргинии. Федеральная армия под командованием Джорджа Макклелана вошла в западные округа Виргинии и сумела вытеснить оттуда отряды Конфедерации, опираясь на лояльное в целом отношение местного населения. Впоследствии южане организовали несколько рейдов в западную Виргинию, однако так и не смогли вернуть обратно эту территорию.
Западная Виргиния была важным источником минерального сырья для военной промышленности Конфедерации. Через её территорию так же проходило несколько важных дорог, которые давали северянам доступ к Теннесси, Северной Каролине и долине Шенандоа. Проходящая здесь же железная дорога Балтимор-Огайо связывала Восточные штаты со средним Западом.

## Предыстория
15 апреля 1861 года президент Линкольн издал прокламацию о наборе 75 000 добровольцев в федеральную армию для войны против южных штатов. 17 апреля в Вирджинии собрался конвент, который большинством в 81 голос при 51 голосе против принял решение о выходе из состава Союза. Это решение временно оставалось в тайне, чтобы ополчение штата успело занять федеральный арсенал в Харперс-Ферри. делегаты от западных округов штата были против отделения, поэтому после принятия решения они вернулись на запад, собрались в Кларксберге и призвали голосовать против решения о сецессии и за то, чтобы избрать делегатов в Конгресс США. 24 апреля прошли переговоры с представителем Конфедерации, на которых были оговорены условия сотрудничества и рассмотрена Конституция Конфедерации. 3 мая губернатор Летчер объявил о наборе добровольцев в армию штата. На следующий день полковник Джордж Портерфилд был поставлен во главе всех войск северо-запада штата со штабом в Графтоне. 10 мая армию Вирджинии возглавил генерал Роберт Эдвард Ли. 23 мая постановление о сецессии было ратифицировано и Вирджиния официально вышла из состава Союза. На следующий же день федеральная армия перешла её границы.
Концентрация федеральных войск показывала, что вторжение планируется по нескольким направлениям: из Вашингтона на Гордонсвилл; из форта Монро на Ричмонд; из Камберлендской долины в долину Шенандоа; и из Огайо в западную Вирджинию, по двум направлениям на Стонтон. Для отражения этих вторжений генерал Ли начал собирать войска в Норфолке, около Александрии, в долине Шенандоа, а также в Графтоне и в Чарлстоне (в долине Канава). Федеральные войска, предназначенные для ввода в западную Вирджинию, находились под командованием генерал-майора Джорджа Макклеллана, штаб которого находился в Цинциннати. Кроме этого, юнионисты начали формировать полки в Уилинге и Паркерсберге. Генерал Ли отправил на запад офицеров, чтобы те организовали сбор ополчения, но их встретили или безразличием или открытым неповиновением. Портерфилд смог собрать лишь небольшой отряд в Графтоне. Для их нужд Ли отправил 1000 мушкетов из Харперс-Ферри.

## Сражения кампании

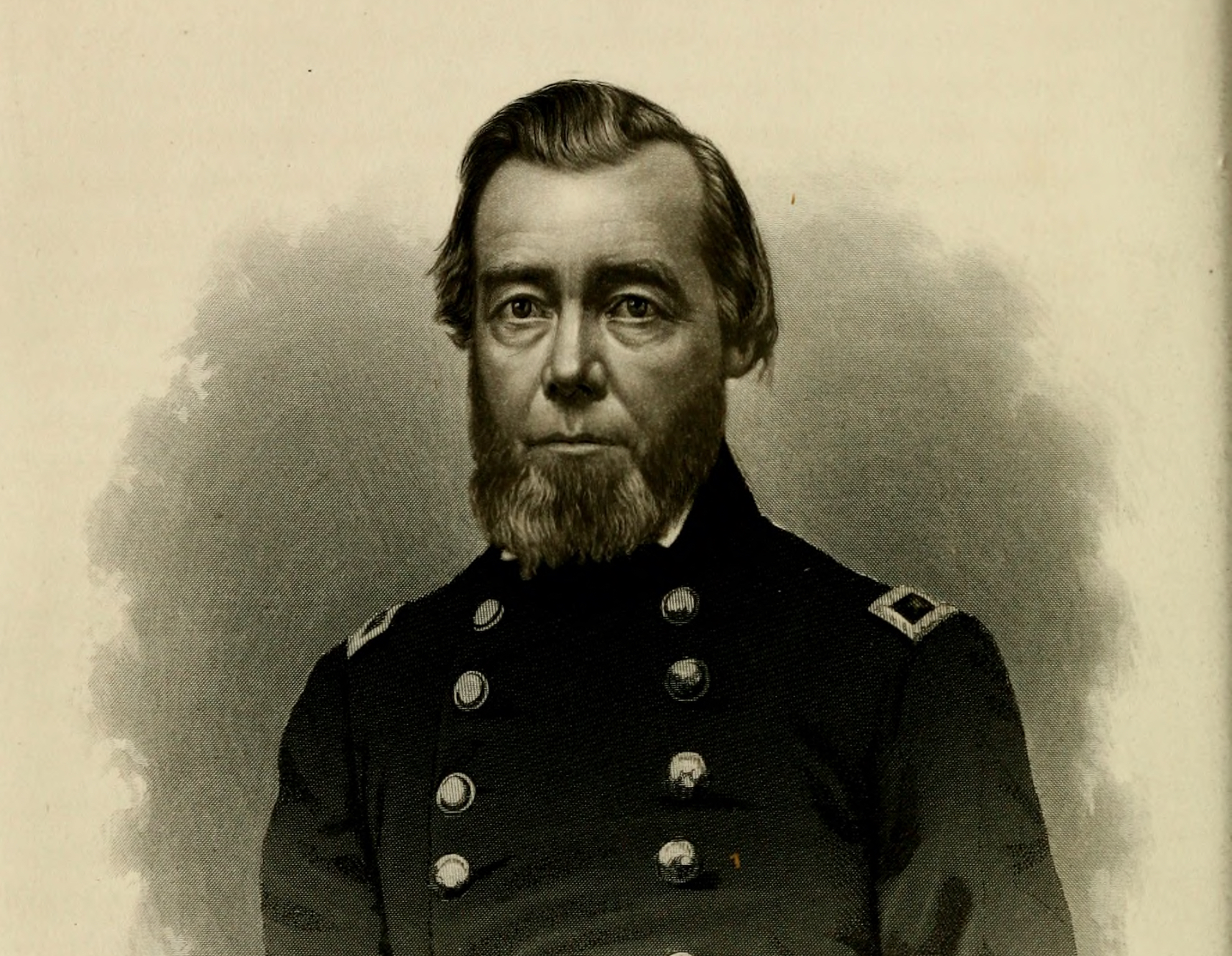
бригадный генерал Томас Моррис, гравюра 1866 года.

Как только Вирджиния ратифицировала постановление о сецессии, Портерфилд понял, что федеральное вторжение начнётся со дня на день, поэтому разрушил два важных моста железной дороги Балтимор-Огайо к западу и к северо-западу от Графтона. Генерал Макклеллан как раз ждал повода для вторжения, поэтому он сразу объявил разрушение мостов актом мятежа, и приказал полковнику Бенжамину Келли выступить на Графтон с двумя полками: 1-м Вирджинским и 2-м Вирджинским. Ещё одному отряду было приказано занять Паркерсберг и оттуда наступать на Графтон. Портерфилд запросил подкреплений, но ничего не получил. В его распоряжении было всего 550 человек, плохо вооружённых и плохо обученных. 28 мая, узнав о приближении Келли, он отступил от Графтона на 15 миль к югу к местечку Филиппи и встал там лагерем. 30 мая Келли вошёл в Графтон, где вскоре к нему присоединилась Индианская бригада генерала Томаса Морриса. Объединённый отряд выступил из Графтона, чтобы атаковать Портерфилда утром 3 июня.

### Филиппи
Федеральная армия наступала двумя колоннами по 1500 человек, и в её распоряжении были два 6-фунтовых орудия. У Портерфилда было 600 пехотинцев и 173 кавалериста. 1 июня две местные женщины предупредили его о наступлении противника, но ночь на 3 июня была ненастной, а пикеты были расставлены так неграмотно, что федералам удалось подойти к самому лагерю, установить артиллерию и на рассвете открыть огонь по армии Портерфилда. Келли надеялся окружить и взять в плен весь отряд, но Портерфилд сумел организованно отвести своих людей, потеряв лишь незначительное количество лагерного имущества. Отсутствие кавалерии не позволило федеральной армии организовать преследование. По итогам сражения федералы продвинулись на 20 миль к югу, обезопасили свою железную дорогу и заставили Портерфилда отступить в Беверли, к развилке дорог Стонтон-Графтон и Стонтон-Паркерсберг. Газеты Северных Штатов преувеличили размеры армии Юга и её потери, и изобразили сражение как крупную победу Макклеллана, и с этого момента начала формироваться его слава полководца.

## Последствия
Армия Союза смогла удержать территории западной части Виргинии до окончания войны, несмотря на то, что войска конфедератов совершили несколько попыток освободить эти земли. Спустя некоторое время Западная Виргиния отделилась от департамента Огайо, образовав департамент Западной Виргинии. В 1863 году Западная Виргиния вошла в состав США, став 35-м по счету штатом.
После побед в Западной Виргинии популярность Макклелана очень быстро росла на севере, где газеты уже окрестили его «Юным Наполеоном», а спустя некоторое время он был назначен командующим Армией Потомака.
В свою очередь, генерал Ли получил огромную порцию критики. За поражение в Западновиргинской кампании он был переведён в Южную Каролину для контроля за строительством береговых укреплений. Остатки сил южан были организованы в Армию Северо-Запада, которая позже вошла в состав Армии Северной Виргинии.